# Ezio Galon
Ezio Patrice Galon (Treviso, 22 luglio 1977) è un allenatore di rugby a 15 ed ex rugbista a 15 italiano, in carriera utility back professionista in Italia e Francia e internazionale per l'Italia dal 2001 al 2008.

## Biografia
Galon crebbe rugbisticamente nella squadra principale della sua città, il Benetton, con la quale fece il suo esordio nel professionismo.
A 23 anni, nel 2000, si trasferì in Francia, forte di una versatilità che lo porta a poter essere utilizzato oltreché estremo, suo ruolo d'elezione, anche come ala o centro.
Nelle cinque stagioni francesi militò nel Bourgoin-Jallieu nel 2000-01, a La Rochelle dal 2001 al 2004 (vincendo due Coppe di Francia consecutive nel 2002 e nel 2003) e infine nel Lione nel 2004-05.
Nel frattempo, già dal 2001 Galon era entrato nel giro della Nazionale, chiamato dall'allora C.T. Brad Johnstone per l'edizione di quell'anno del Sei Nazioni.
Sotto la conduzione tecnica del nuovo C.T. John Kirwan non fu mai convocato.
Nel 2005 Galon tornò in Italia ingaggiato dal Parma e ritrovò anche la Nazionale: il C.T. Pierre Berbizier, subentrato a Kirwan, lo convocò per i test di fine anno, poi per il Sei Nazioni 2006 e per le qualificazioni alla Coppa del Mondo di rugby 2007, alla quale prese poi parte.
Anche il nuovo tecnico della Nazionale Nick Mallett confermò a Galon; nel Sei Nazioni 2008 disputò tutti e cinque gli incontri, che si rivelarono essere poi gli ultimi in azzurro: la diciannovesima e finale presenza fu a Roma contro la Scozia il 15 marzo.
Nell'estate di quello stesso anno Galon tornò al Benetton, il club delle sue origini, con il quale vinse il titolo italiano al termine della sua prima stagione al club, scudetto bissato l'anno successivo prima che Treviso lasciasse il campionato italiano per entrare nella Celtic League, in cui Galon rimase per ulteriori due stagioni fino al 2012.
Gli ultimi due anni di carriera professionistica di Galon furono al Mogliano, in Eccellenza.
Dopo il ritiro nel 2014 è divenuto assistente allenatore del club.

## Palmarès
- Campionati italiani: 3
Benetton Treviso: 2008-09, 2009-10
Mogliano: 2012-13
- Coppe di Francia: 2
La Rochelle: 2001-02, 2002-03
- Coppe Italia: 3
Parma: 2005-06, 2007-08
Benetton Treviso: 2009-10
- Supercoppe d'Italia: 1
Benetton Treviso: 2009